# Natterer See
Der Natterer See liegt 2,5 km westlich von Natters auf einer Seehöhe von 830 m. Im Sommer wird der See zum Baden freigegeben (gebührenpflichtig). Mit einer Fläche von 3,5 ha ist er einer der größeren Seen des Mittelgebirges in der Nähe von Innsbruck. Um den See führen zahlreiche Wanderwege.
Trotz seines Moorwassers hat der See eine hervorragende Wasserqualität der Stufe I. Schilfregionen an den Ufern und die Zuleitung von unterirdischem Frischwasser halten die Belastung im Sommer durch Badeöle etc. in Grenzen. Im See leben verschiedene Karpfenarten.
Am 6. Juli 1930 eröffneten Josef und Maria Giner die Badeanlage mit Restaurationsbetrieb am Natterer See.

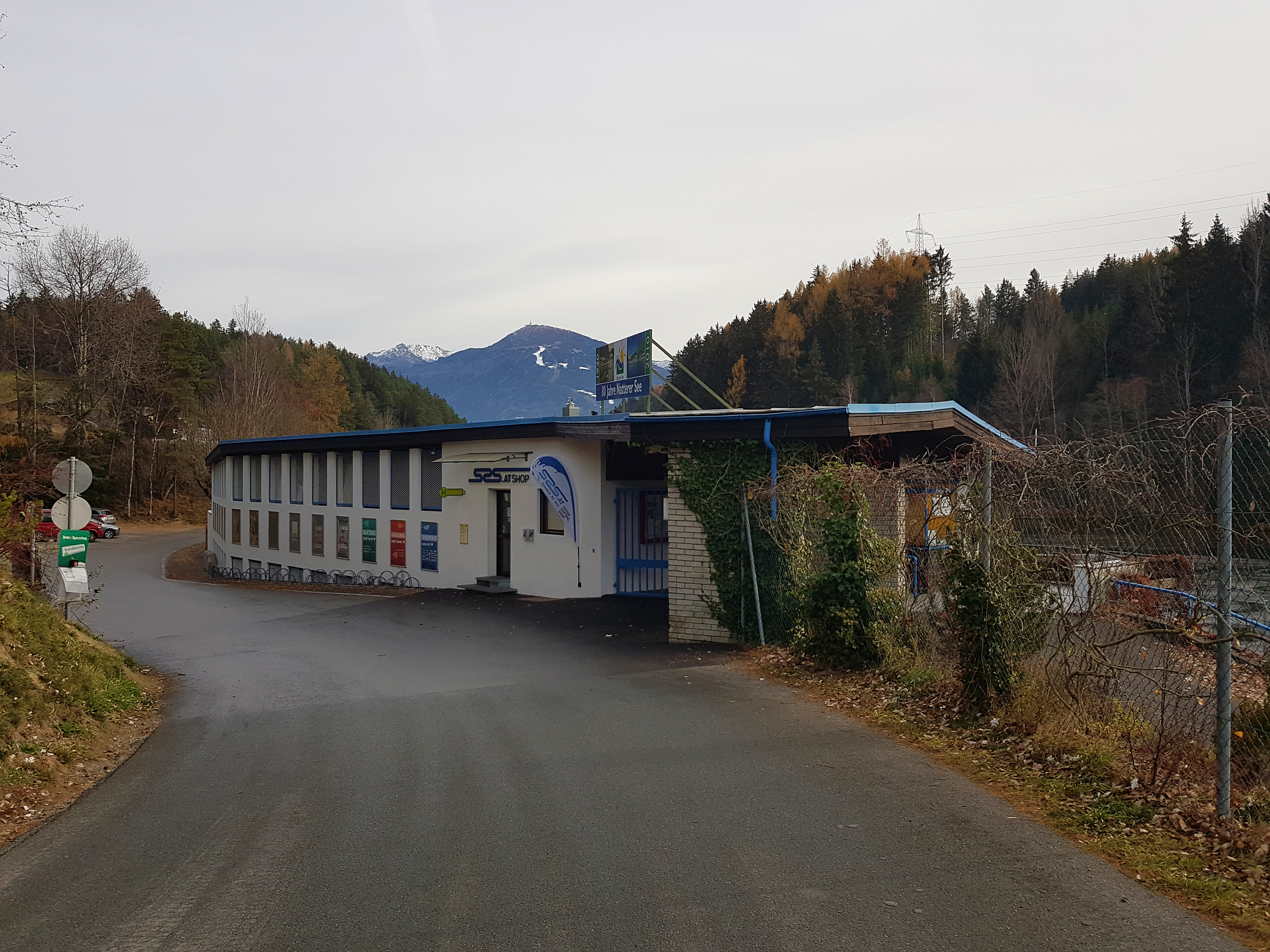
Eingangsgebäude zum Natterer See

Auf der westlichen Seite befindet sich ein Campingplatz mit 210 Stellplätzen.